# Zmírňování změny klimatu

Emise CO_{2} z fosilních paliv v srovnání s pěti scénáři emisí IPCC. Poklesy se týkají globální recese. Data ze scénářů IPCC ; Tabulka dat je součástí International Energy Agency's "CO2 Emissions from Fuel Combustion 2010 - Highlights" Mezinárodní energetické agentury a dodatkových dat IEA. Zdroj obrázku: Skeptical Science

Globální průměrná teplota povrchu 1880–2021 podle GISS. Předpokládá se, že globální stmívání způsobené znečištěním síranovými aerosoly vzduchu mezi 1950–1980 poněkud zmírnilo globální oteplování

Emise skleníkových plynů podle sektorů. Viz World Resources Institute, kde je podrobný rozpis

Zmírňování změny klimatu, často také mitigace změny klimatu, jsou opatření, která mají omezit velikost a rychlost  dlouhodobých klimatických změn. Z politického hlediska se jedná o konkrétní obsah politiky ochrany klimatu. Zmírňování změny klimatu obecně zahrnuje snížení lidských (antropogenních) emisí skleníkových plynů (SP). Zmírnění může být také dosaženo zvýšením kapacity ukládání uhlíku, například prostřednictvím znovuzalesňování. Mitigace tedy řeší příčiny, naopak adaptace na globální oteplování jsou zaměřeny na jeho důsledky a označují opatření přijatá pro obranu proti jeho možným nebo nevyhnutelným dopadům, např. budováním hrází v reakci na zvyšování mořské hladiny.
Příklady zmírňování zahrnují přechod na nízkouhlíkové zdroje energie, jako jsou obnovitelné zdroje a jaderná energie a rozšiřování lesů a dalších propadů, tak aby se odstranilo větší množství oxidu uhličitého z atmosféry. Emise metanu, které mají velký krátkodobý dopad, lze omezit snížením konzumace mléčných výrobků a masa.  Významnou roli může také hrát energetická účinnost, například prostřednictvím zlepšení izolace budov. Jiný přístup ke zmírňování změny klimatu je tzv. geoinženýrství.
Téměř všechny země světa jsou smluvními stranami Rámcové úmluvy OSN o změně klimatu. Konečným cílem úmluvy je stabilizace atmosférických koncentrací skleníkových plynů na úrovni, která by zabránila nebezpečnému zásahu člověka do klimatického systému.
V roce 2010 se smluvní strany dohody shodly, že budoucí globální oteplování by mělo být omezeno pod 2,0 °C vzhledem k předindustriální úrovni. Pařížskou dohodou z roku 2015 to bylo znovu potvrzeno.
Zvláštní zpráva ke globálnímu oteplení o 1,5 °C (z roku 2018) Mezivládní panel pro změnu klimatu zdůraznila výhody udržení globálního oteplování pod touto úrovní a navrhl globální kolektivní úsilí, kterým se mohly řídit Cíle udržitelného rozvoje Organizace spojených národů. Řešení bez překročení nebo jen s omezeným překročením emisí budou vyžadovat rychlé a dalekosáhlé přechody v oblasti energetiky, zemědělství, ve městech a v infrastruktuře včetně dopravy, budov a průmyslových systémů.
Odhaduje se, že současné politiky by do roku 2100 mohly vést ke globálnímu oteplení o přibližně 2,7 °C, což je výrazně více, než je cíl 2 °C. Dosavadní politické a ekonomické reakce zahrnují různé formy stanovení cen uhlíku prostřednictvím uhlíkových daní a obchodování s emisemi uhlíku, snížení dotací na fosilní paliva, přijetí národních závazků a zákonů, dotací na čistou energii, zjednodušených předpisů pro integraci nízkouhlíkové energie a vzdání se financí z fosilních paliv.

## Pozadí

### Koncentrace skleníkových plynů a jejich stabilizace
Jedním z problémů, o kterém se často hovoří v souvislosti se zmírňováním změny klimatu, je stabilizace koncentrací skleníkových plynů v atmosféře. Rámcová úmluva OSN o změně klimatu (UNFCCC) si jako konečný cíl stanovila zabránit „nebezpečným“ antropogenním (tj. lidským) zásahům na klimatický systém. Jak je uvedeno v článku 2 úmluvy, vyžaduje to, aby koncentrace skleníkových plynů (SP) byly stabilizovány v atmosféře na úrovni, kde se ekosystém může přirozeně přizpůsobit změně klimatu, není ohrožena produkce potravin a hospodářský rozvoj může probíhat udržitelným způsobem.
Primární světovou dohodou o boji se změnou klimatu je Kjótský protokol k Rámcové úmluvě OSN o změně klimatu. Státy, které ratifikovaly tuto dohodu, souhlasily s omezením svých emisí oxidu uhličitého a pěti dalších skleníkových plynů nebo se zavázaly k obchodu s emisemi v případě, že nesníží své emise těchto plynů.
Dne 12. prosince 2015 byla na klimatické konference v Paříži uzavřena tzv. Pařížská dohoda, která má omezit emise CO2 od roku 2020 a navázat tak na Kjótský protokol. Dohoda byla schválena všemi 195 smluvními stranami. Stanovuje závazky všech smluvních stran, včetně největších světových producentů emisí skleníkových plynů jako je Čína, USA či Indie.
Existuje celá řada antropogenních emisí skleníkových plynů. Mezi ně patří oxid uhličitý (chemický vzorec: CO2, methan (CH4), oxid dusný (N2O) a skupina plynů označovaných jako halogenované uhlovodíky Velikost potřebného snížení emisí pro stabilizován atmosférických koncentrací se u jednotlivých plynů liší. CO2 je nejdůležitější z antropogenních skleníkových plynů (viz radiační působení).
Je rozdíl mezi stabilizací emisí CO2 a stabilizací atmosférické koncentrace CO2. Stabilizace emisí CO 2 na současné úrovni nepovede ke stabilizaci atmosférické koncentrace CO2. Ve skutečnosti, stabilizace emisí na současné úrovni by měla za následek stálý nárůst koncentrací atmosférického CO2 během 21. století a dále (viz grafy).
Důvodem je to, že lidská činnost přidává CO 2 do atmosféry mnohem rychleji než přírodní procesy stihnout odstranit. To je analogické k přítoku vody do vany. Pokud kohoutkem přitéká do vany více vody (analogie s emisemi oxidu uhličitého) než voda uniká odtokem (přírodní odstranění oxidu uhličitého z atmosféry), pak hladina vody ve vaně (analogie ke koncentracím oxidu uhličitého v atmosféře) stále stoupá.
Stabilizace koncentrace CO2 v atmosféře by vyžadovala, aby antropogenní CO2 emise byly sníženy o 80 % vzhledem k maximální úrovni emisí. 80% snížení emisí by stabilizovalo koncentrace CO2 pro sto let, ale ještě větší snížení by bylo třeba pro snížení pod tuto hranici.
Stabilizace atmosférické koncentrace dalších skleníkových plynů uvolňovaných činností člověka také závisí na tom, jak rychle jsou přidány jejich emise do atmosféry a jak rychle jsou skleníkové plyny odstraněny. Stabilizace těchto plynů je popsána později v sekci o dalších skleníkových plynech mimo CO2.
Odhady
Odhady budoucích emisí skleníkových plynů jsou velmi nejisté. Při absenci politik na zmírnění změny klimatu emise skleníkových plynů během 21. století významně porostou.
Četné odhady posuzovaly, jak by mohly být stabilizovány atmosférické koncentrace skleníkových plynů. Čím nižší je požadovaná úroveň stabilizace, tím dříve musí celosvětové emise skleníkových plynů dosáhnout svého vrcholu a poklesnout. Je nepravděpodobné, aby koncentrace skleníkových plynů byly stabilizovány během 21. století bez větších politických změn.
|  |  |  |

### Spotřeba energie podle zdrojů
Aby došlo k trvalému zmírnění změny klimatu, je nutné nahradit zdroje s vysokými emisemi uhlíku jako jsou například tradiční fosilní paliva - ropa, uhlí a zemní plyn - za nízkouhlíkové zdroje energie. V současné době fosilní paliva dodávají lidstvu převážnou většinu energetické potřeby a jejich spotřeba roste. V roce 2012 IEA poznamenala, že uhlí tvoří polovinu nárůstu využívání energie za předchozího desetiletí a že roste rychleji než všechny obnovitelné zdroje energie. Vodní elektrárny a jaderné elektrárny, které společně poskytují většinu generovaného výkonu nízkouhlíkové energie, tvoří dohromady jen zlomek celkové energetické spotřeby.

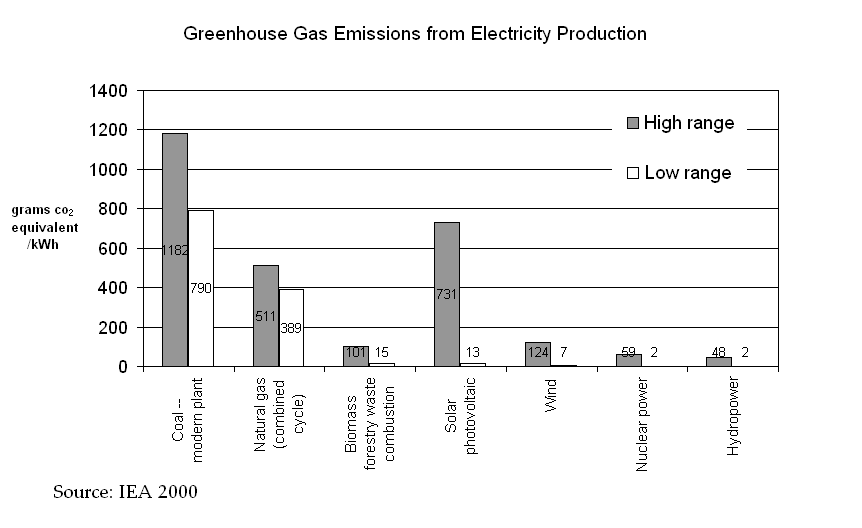
„Vodní internalizované náklady a externalizované výhody“, Frans H. Koch, Mezinárodní agentura pro energii (IEA) Prováděcí dohoda o technologií a programech vodních elektráren; 2000

| Druh paliva                                                         | Průměrná celková světová spotřeba energie v TW | Průměrná celková světová spotřeba energie v TW | Průměrná celková světová spotřeba energie v TW |
| Druh paliva                                                         | 1980                                           | 2004                                           | 2006                                           |
| Ropa                                                                | 4,38                                           | 5,58                                           | 5,74                                           |
| Zemní plyn                                                          | 1,80                                           | 3,45                                           | 3,61                                           |
| Uhlí                                                                | 2,34                                           | 3,87                                           | 4,27                                           |
| Vodní energie                                                       | 0,60                                           | 0,93                                           | 1,00                                           |
| Jaderná energie                                                     | 0,25                                           | 0,91                                           | 0,93                                           |
| Geotermální, větrná, Solární energie, dřevo                         | 0,02                                           | 0,13                                           | 0,16                                           |
| Celkem                                                              | 9,48                                           | 15,0                                           | 15,8                                           |
| Zdroj: Energy Information Administration Spojených států amerických |                                                |                                                |                                                |

| Změna a využívání energie, podle zdroje, v jednotkách (PWh) v daném roce. | Změna a využívání energie, podle zdroje, v jednotkách (PWh) v daném roce. | Změna a využívání energie, podle zdroje, v jednotkách (PWh) v daném roce. | Změna a využívání energie, podle zdroje, v jednotkách (PWh) v daném roce. | Změna a využívání energie, podle zdroje, v jednotkách (PWh) v daném roce. |
|                                                                           | Fosilní                                                                   | Jaderné                                                                   | Všechny obnovitelné                                                       | Celkem                                                                    |
| ------------------------------------------------------------------------- | ------------------------------------------------------------------------- | ------------------------------------------------------------------------- | ------------------------------------------------------------------------- | ------------------------------------------------------------------------- |
| 1990                                                                      | 83,374                                                                    | 6,113                                                                     | 13,082                                                                    | 102,569                                                                   |
| 2000                                                                      | 94,493                                                                    | 7,857                                                                     | 15,337                                                                    | 117,687                                                                   |
| 2008                                                                      | 117,076                                                                   | 8,283                                                                     | 18,492                                                                    | 143,851                                                                   |
| Změna mezi lety 2000-2008                                                 | 22,583                                                                    | 0,426                                                                     | 3,155                                                                     | 26,164                                                                    |

## Metody a prostředky

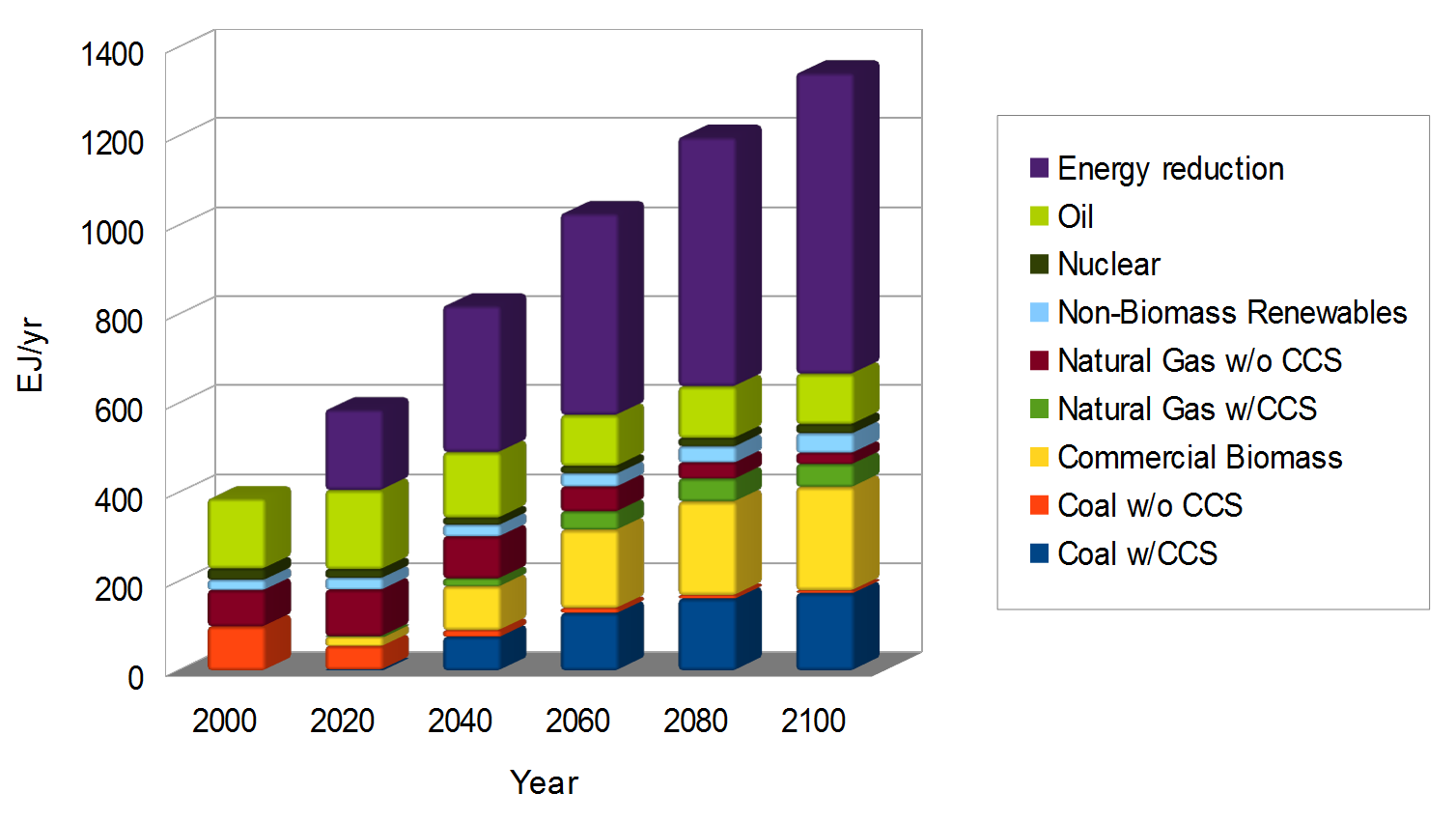
Tento graf ukazuje předpokládaný přínos různých zdrojů energie na světové primární spotřeby elektrické energie Je založen na scénáři a zmírňování změny klimatu, v němž emise skleníkových plynů jsou podstatně sníženy v průběhu 21. století. V případě snížení emisí je dosaženo použitím portfolia energetických zdrojů, jakož i snížení poptávky po energii

Hodnocení často naznačují, že emise skleníkových plynů lze snížit pomocí celé sady (najednou použitých) nízkouhlíkových technologií. Jádrem většiny návrhů je snížení emise skleníkových plynů prostřednictvím omezování plýtvání energií a přechodem na nízkouhlíkové zdroje energie. Protože náklady na snižování emisí skleníkových plynů v energetickém sektoru se zdají být nižší než v jiných odvětvích, například v sektoru dopravy, může energetický sektor dodávat největší proporcionální snížení emisí uhlíku v rámci ekonomicky efektivní politiky v oblasti klimatu. Metaanalýza ukázala, že nejsou propagovány nejúčinnější způsoby (například snižování počtu dětí k redukci přelidnění), ale spíše neefektivní způsoby investování (výměna žárovek za úsporné).

Další často diskutované prostředky zahrnují uchovávaní energie, zvýšení úspory paliva v automobilech (což zahrnuje použití elektrických hybridních aut), nabíjení hybridních aut a elektromobilů nízkouhlíkovou elektřinou, změna individuálního životního stylu  (např. jízda na kole namísto jízdy autem), a měnící se obchodní praktiky.
Řada energetických technologií může přispět ke zmírnění změny klimatu. Zahrnují obnovitelné zdroje energie jako je solární energie, přílivové energie, energie oceánů, geotermální energie a větrné energie; jaderné energie, využívání propadů uhlíku a zachycování a ukládání uhlíku. Například Pacala a Socolow z Princetonu navrhli patnáctibodový program na snížení emisí CO 2 o 1 miliardu tun ročně nebo 25 miliard tun po dobu 50 let s použitím dnešních technologií jako typ  „hry na globální oteplování“.
Dalším aspektem je, jak bude pokračovat budoucí socioekonomický vývoj. Rozvojové možnosti mohou vést k rozdílům v emisích skleníkových plynů. Politické a sociální postoje mohou ovlivnit, jak snadné nebo obtížné bude zavést účinnou politiku na snížení emisí.

### Alternativní zdroje energie

#### Obnovitelné zdroje energie
|  |  |  |

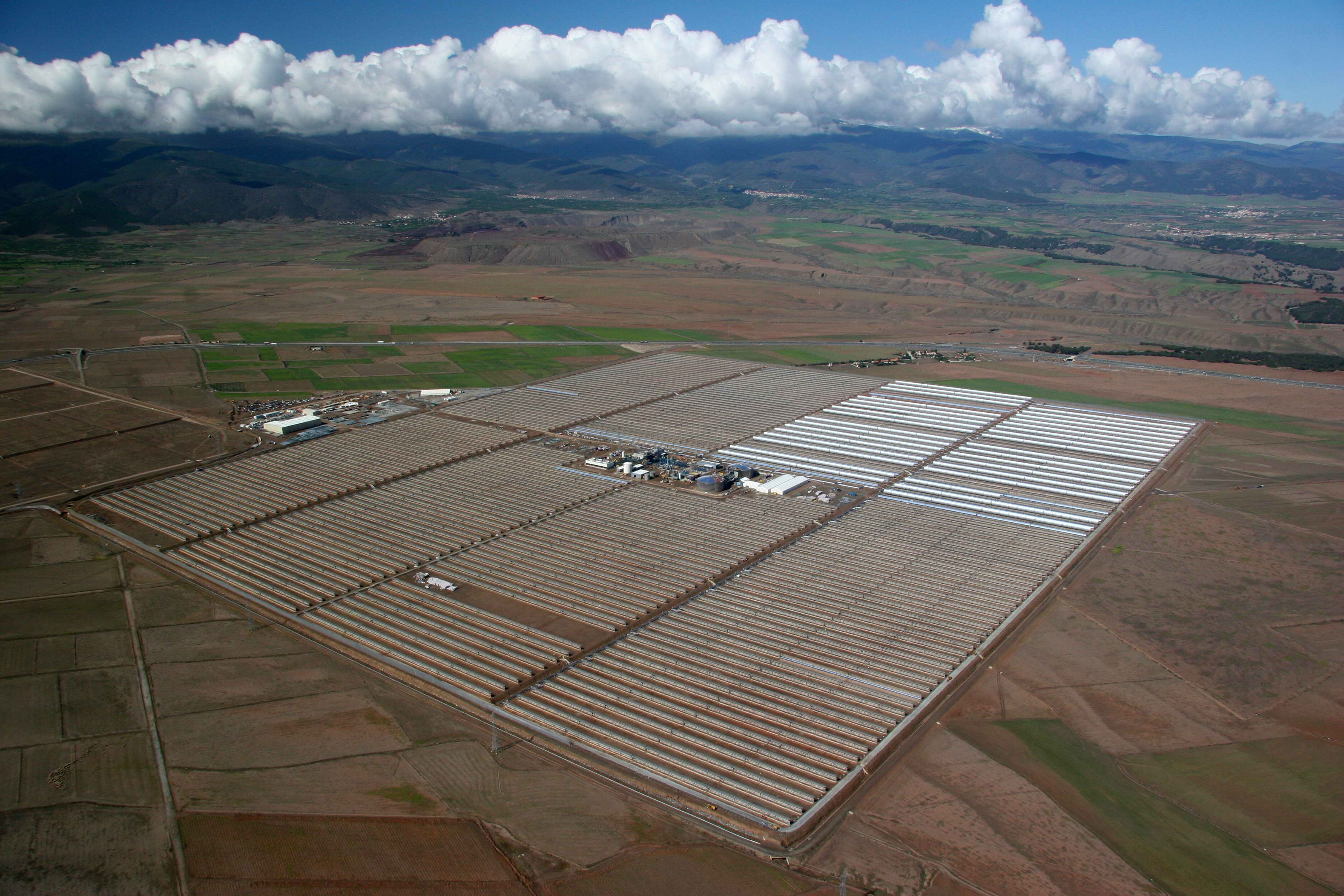
150MW solární elektrárna Andasol je komerční parabolický žlab solární tepelné elektrárny, která se nachází ve Španělsku. Závod Andasol používá nádrže roztavené soli pro ukládání sluneční energie, aby mohl pokračovat ve výrobě elektrické energie, i když slunce nesvítí.

Obnovitelné energetické toky zahrnují přírodní jevy jako je sluneční záření, vítr, příliv, růst rostlin a geotermální teplo, tak jak vysvětluje Mezinárodní agentura pro energii:
Obnovitelná energie pochází z přirozených procesů, kde jsou průběžně doplňovány. Ve svých různých formách pochází přímo od Slunce nebo z tepla generované hluboko v Zemi. Do definice patří elektřina a teplo ze solárních, větrných, mořských, vodních, biomasových, geotermálních zdrojů a z biopaliv a z vodíku z obnovitelných zdrojů.
Hnací rostoucí silou růstu průmyslu obnovitelných zdrojů energie jsou obavy z globálního oteplování a potřeba snížit emise oxidu uhličitého. Nízkouhlíková energie z obnovitelných zdrojů nahrazuje konvenční fosilní paliva ve třech hlavních oblastech: výroba elektřiny, ohřev teplé vody/ vytápění a doprava paliv V roce 2011 podíl obnovitelných zdrojů na výrobě elektřiny ve světě vzrostl čtvrtý rok v řadě na 20,2 %, přičemž globálním podílem elektřiny z vodní energie zůstal zhruba na stejné úrovni na 16,3 %.
Využití obnovitelných zdrojů energie roste mnohem rychleji, než kdokoli očekával. Mezivládní panel pro změnu klimatu řekl, že existuje jen málo základních technologických omezení pro integraci portfolia technologií obnovitelných zdrojů energie, tak aby uspokojovala většinu z celkové celosvětové poptávky po energiích. Na národní úrovni alespoň ve 30 zemích po celém světě již energie z obnovitelných zdrojů přispívají k více než 20 % celkových dodávek energie.
V roce 2012 energie z obnovitelných zdrojů představovala téměř polovinu nové instalované kapacity výroby elektřiny a náklady nadále klesají. Veřejná politika a politické vedení pomáhá nastavit „rovné podmínky“ a řídit širší přijetí technologií obnovitelných zdrojů energie. V roce 2011 118 zemí mělo stanoveny budoucí cíle pro své vlastní obnovitelné zdroje energie a zavedly rozsáhlé veřejné politiky na podporu obnovitelných zdrojů energie. Mezi přední společnosti z oblasti energií z obnovitelných zdrojů patří BrightSource energie, First Solar, gamesa, GE Energy, Goldwind, Sinovel Suntech, Trina Solar, Vestas a Yingli.
Podnětem pro použití 100 % energií z obnovitelných zdrojů byly obavy z globálního oteplování a další ekologické i ekonomické obavy. Mark Z. Jacobson říká, že výroba veškeré nové energie jen z větrné energie, solární energie, vodní energie do roku 2030 je možná a stávající režim zásobování energií může být zcela nahrazen do roku 2050. Překážky bránící realizaci plánu obnovitelných zdrojů energie jsou považovány za „především sociální a politické, nikoli technologické nebo ekonomické“. Jacobson tvrdí, že náklady na energii z větrných, slunečních, vodních systémů by měly být podobné dnešním nákladům na energii. Podle projekce Mezinárodní agentury pro energii z roku 2011 mohou solární články produkovat většinu světové elektřiny do 50 let a výrazně snížit škodlivé emise skleníkových plynů. Mezi kritiky tohoto přístupu „100% energie z obnovitelných zdrojů“ patří Václav Smil a James E. Hansen. Smil a Hansen jsou znepokojeni proměnlivými dodávkami solární a větrné energie, nimbysmu a nedostatkem infrastruktury.
Ekonomičtí analytici očekávají tržní zisky pro obnovitelné zdroje energie (a efektivní využívání energie) po japonských jaderných haváriích v roce 2011. V roce 2012 ve zprávě o stavu Unie prezident Spojených států amerických Barack Obama přeformuloval závazek o obnovitelných energii a zmínil se o dlouhodobém závazku Oddělení vnitra povolit 10 000 MW projektů obnovitelných zdrojů energie na veřejných pozemcích v roce 2012. V celosvětovém měřítku je odhadem 3 miliony přímých pracovních míst v obnovitelných energetických odvětvích, přičemž asi polovina z nich v průmyslu biopaliv.
Některé země s příznivými geografickými a geologickými podmínkami a vhodným podnebím již získávají většinu elektřiny z obnovitelných zdrojů energie, např. z geotermální energie na Islandu (100 procent), a z vodních elektráren v Brazílii (85 procent), v Rakousku (62 procent), na Novém Zélandu (65 procent) a ve Švédsku (54 procent). Zdroje obnovitelné energie jsou roztroušeny do mnoha zemí, když větrná energie tvoří významný podíl elektřiny v některých regionálních oblastech: například 14 procent v americkém státě Iowa, 40 procent v severoněmecké spolkové zemi Šlesvicko-Holštýnsko a 20 procent v Dánsku. Solární ohřev vody je důležitý a rostoucí příspěvek v mnoha zemích, zejména v Číně, která má nyní[kdy?] 70 procent z celkového počtu instalací na světě (180 GWh). Po celém světě celkově instalovaný solární ohřev vody ohřívá teplou vodu pro více než 70 milionů domácností. Využití biomasy pro vytápění stále roste stejnoměrně. Ve Švédsku využití energie z (místní) biomasy již překonalo ropu. Přímé geotermální topení také rychle roste. Obnovitelné zdroje biopaliv jsou i pro dopravu, jako je bioethanol a bionafta, které přispěly k od roku 2006 k výraznému poklesu spotřeby ropy ve Spojených státech. 93 miliard litrů biopaliv vyrobených na celém světě v roce 2009 nahradilo ekvivalent odhadem 68 miliard litrů benzínu, což se rovná asi 5 procentům světové produkce benzínu.

#### Uhlíková náročnost fosilních paliv
Většina návrhů na zmírnění implikují případné snížení globální produkce fosilních paliv. Také navrhují přímé kvóty na celosvětovou produkci fosilních paliv.

##### Přechod na jiná paliva
Zemní plyn produkuje mnohem méně emisí skleníkových plynů (tj. CO2 a metanu – CH4) než spalování uhlí v elektrárnách, ale ukazuje se, že tato výhoda mohla být zcela popřena úniky metanu při vrtání plynu na polích a jiných raných fázích produkčního cyklu.
Studie provedená Agenturou pro ochranu životního prostředí USA (EPA) a Gas Research Institute (GRI) v roce 1997 se snažila zjistit, zda snížení emisí oxidu uhličitého ze zvýšeného využití zemního plynu (převážně metan) by mohlo být vyváženo možným zvýšením úniků metanu ze zdrojů jako úniky a emise. Studie dospěla k závěru, že snížení emisí ze zvýšeného využívání zemního plynu převáží nad negativními účinky zvýšených emisí metanu. Novější recenzovaná studií zpochybnila závěry této studie a spolu s výzkumníky z National Oceanic and Atmospheric Administration (NOAA) potvrdila zjištění vysoké míry úniků metanu (CH4) z polí zemního plynu.
Studie z roku 2011 s poznámkami klimatického vědeckého pracovníka Toma Wigleyho zjistila, že zatímco emise oxidu uhličitého (CO2) ze spalování fosilních paliv lze snížit použitím zemního plynu namísto uhlí k výrobě energie, tak také zjistila, že další metan (CH4) z úniků přispívá k radiačnímu působení klimatického systému, kompenzaci snížení emisí CO2, které doprovází přechod z uhlí na plyn. Studie se zaměřila na únik metanu z těžby uhlí, změny radiačního působení v důsledku změn v emisích oxidu siřičitého a uhlíkatých aerosolů a rozdíly v účinnosti výroby elektřiny z uhlí a elektřiny ze spalováním plynu. Tedy tyto faktory více než kompenzace snížení oteplování v důsledku snížení emisí CO2. Celkové dopady na globální, průměrné teploty během 21. století, jsou však malé. Petron a kol. (2013) a Alvarez et al. (2012) poznamenávají, že odhad úniků z plynárenské infrastruktury je pravděpodobně podhodnocen. Tyto studie ukazují, že těžba zemního plynu jako „čistšího“ paliva je diskutabilní.

##### Zachytávání a ukládání uhlíku

Schéma znázorňující pozemní a geologické ukládání emisí oxidu uhličitého z uhelné elektrárny

Zachytávání a ukládání uhlíku (CCS) je metoda pro zmírnění změny klimatu zachycováním oxidu uhličitého (CO2) z velkých bodových zdrojů, jako jsou elektrárny, a následně jeho bezpečné ukládání místo toho, aby se uvolnil do atmosféry. Mezivládní panel pro změnu klimatu říká, že technologie CCS by mohla přispět k 10 % až 55 % z kumulativního celosvětového úsilí o zmírnění emisí uhlíku během příštích 90 let. Mezinárodní agentura pro energii říká, že CCS je „nejdůležitější nová technologie pro úspory CO2“ ve výrobě elektrické energie a průmyslu. I když to vyžaduje až o 40 % více energie, aby se spustila CCS uhelná elektrárna, než běžné uhelná elektrárna, tak CCS by potenciálně zachytilo asi 90 % veškerého uhlíku emitovaného elektrárnou. Norsko, které poprvé začalo ukládat CO2, snížilo své emise o téměř milion tun ročně, neboli asi o 3 % z úrovně země v roce 1990. Na konci roku 2011 celková skladovací kapacita CO2 ze všech 14 projektů v provozu nebo ve výstavbě byla přes 33 milionů tun ročně. To je v podstatě stejné jako prevence každoročních emisí do atmosféry od více než šest milionů automobilů.

### Energetická účinnost a úspory

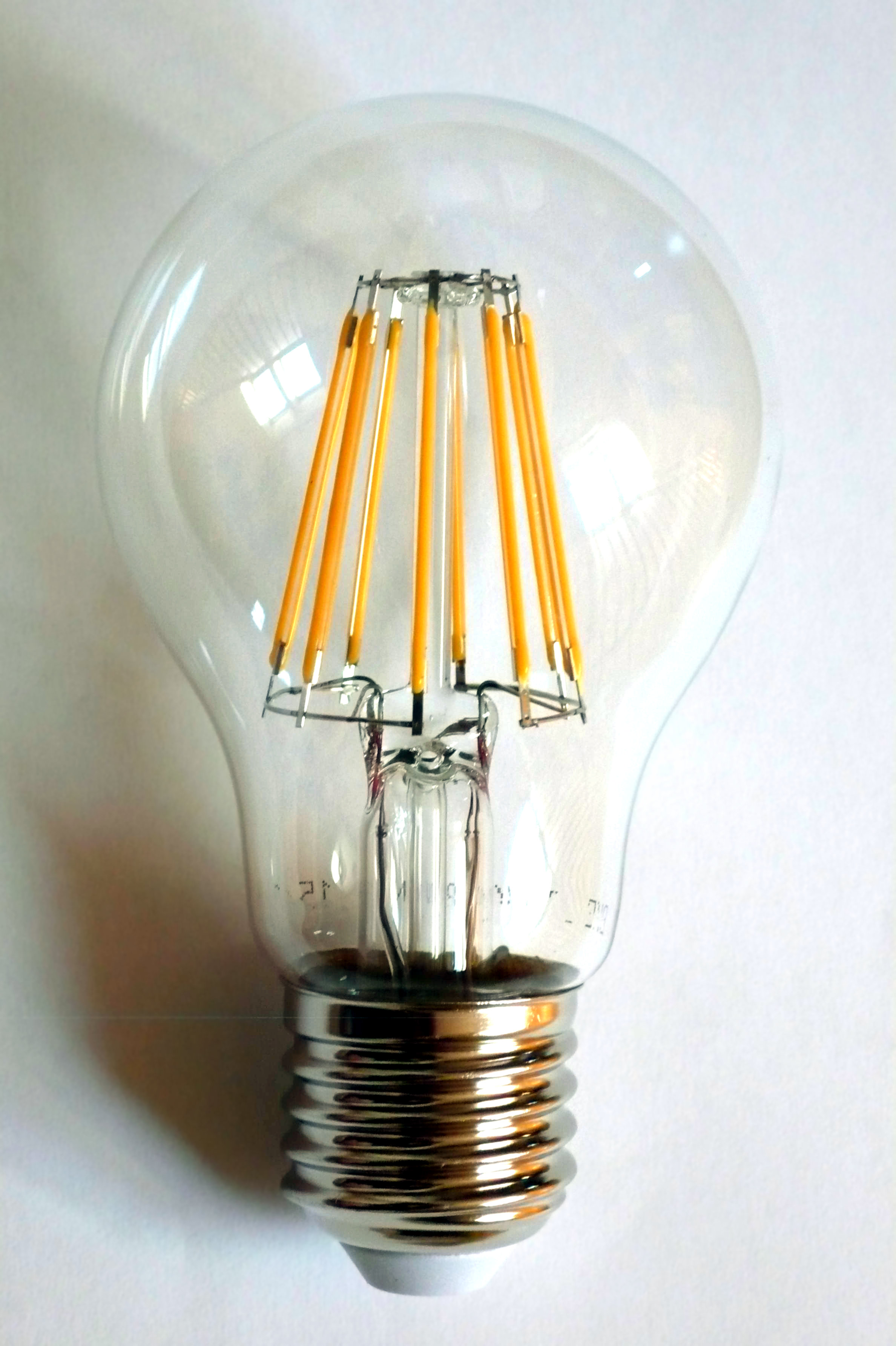
LED žárovka s příkonem 8 W a světelným tokem 830 lm

Efektivní využívání energie, někdy jednoduše nazvané energetická účinnost, je cílem úsilí o snížení množství energie potřebné k poskytování produktů a služeb. Například izolace domů umožňuje používat méně vytápění a chlazení energii k dosažení a udržení komfortní teploty. Instalace LED žárovek nebo přírodních světlíků snižuje množství energie potřebné k dosažení stejné úrovně osvětlení ve srovnání s použitím tradiční žárovky. LED žárovky potřebují desetkrát méně energie než dříve běžné žárovky a vydrží 25krát déle než klasická světla.
Energetická účinnost se ukázala být nákladově efektivní strategie pro budování ekonomiky bez nutnosti růstu spotřeby energie. Stát Kalifornie začal například s realizací opatření v oblasti energetické účinnosti v polovině 70. let 20. století, včetně stavebních norem a norem pro spotřebiče s přísnými požadavky na účinnost. Během následujících let spotřeba energie Kalifornie zůstala přibližně stejná v přepočtu na obyvatele, zatímco národní spotřeba v USA se zdvojnásobila. Jako součást své strategie Kalifornie implementovala „zaváděcí pořadí“ nových zdrojů energie, které staví energetickou účinnost na první místo, zakázky na dodávky obnovitelné elektřiny na druhém místě a nové elektrárny na fosilní paliva jako poslední.
Úspora energie je širší pojem než energetická účinnost v tom, že zahrnuje i použití méně energie, aby se dosáhlo menších energetických služeb, například prostřednictvím změny chování, jakož i to, že zahrnuje energetickou účinnost. Příklady úspory bez vlastní zlepšení účinnosti je vyhřívání místností na nižší teplotu v zimě, nevyužívání elektrické klimatizace za vedra, menší ježdění (automobilem) nebo práce v méně osvětlené místnosti. Stejně jako u jiných definic, hranice mezi efektivním využíváním energie a úsporami energie může být neostrá, ale oba pojmy jsou důležité v oblasti životního prostředí a ekonomie. To je zejména případ, kdy jsou akce zaměřeny na úsporu fosilních paliv.
Snížení spotřeby energie je považováno za klíčové řešení problému snižování emisí skleníkových plynů. Podle Mezinárodní agentury pro energii by zlepšení energetické účinnosti v budovách, průmyslových procesech a dopravě mohlo snížit světovou poptávku po energiích v roce 2050 o jednu třetinu a pomáhat kontrolovat globální emise skleníkových plynů.

#### Doprava

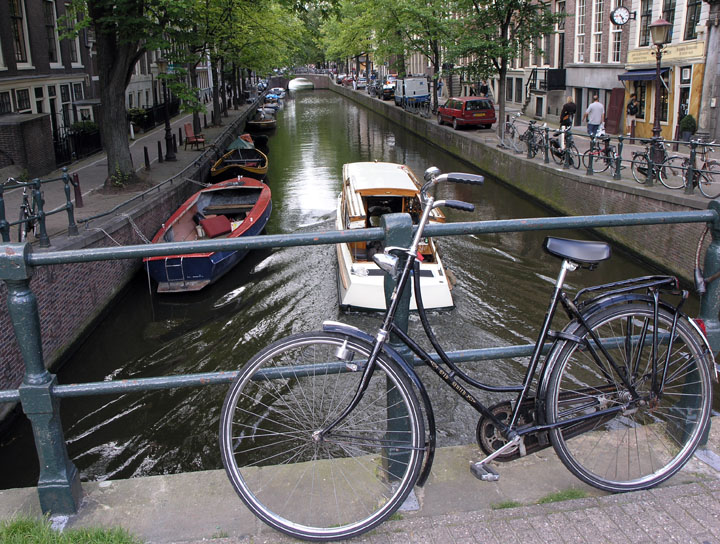
Jízdní kola mají téměř nulovou uhlíkovou stopu ve srovnání s automobily a doprava po vodních kanálech může představovat pozitivní volbu pro určité typy nákladu v 21. století

Moderní energeticky úsporné technologie jako jsou hybridní auta dobíjitelná ze zásuvky a rozvoj nových technologií jako jsou vodíková auta mohou snížit spotřebu ropy a snížit emise oxidu uhličitého. Přesun od letecké a kamionové dopravy na elektrickou železniční dopravu by významně snížil emise.
Zvýšené používání biopaliv (jako je etanolové palivo a bionafta, které mohou být použity v dnešních dieselových a benzínových motorech) by také mohlo snižovat emise, pokud by byla vyráběna účinně k životnímu prostředí, a to zejména v souvislosti s běžnými hybridy a hybridními auty dobíjitelnými ze zásuvky. U elektrických vozidel je možné budoucí snížení emisí uhlíku, pokud je požadovaná elektřina nízkouhlíkového původu.
Efektivní územního plánování omezující rozrůstání sníží celkový ujetý počet kilometrů automobily, sníží emise z dopravy. Nárůst využívání veřejné dopravy také může snížit emise skleníkových plynů připadající na jeden osobokilometr.

##### Územní plánování
Územní plánování má také vliv na spotřebu energie. Mezi lety 1982 a 1997 se zvýšilo množství půdy spotřebované pro rozvoj měst ve Spojených státech amerických o 47 procent, zatímco populace vzrostla pouze o 17 procent.
Neefektivní postupy vývoje využívání půdy způsobují vzrůst nákladů na infrastrukturu, jakož i množství energie potřebné pro dopravu, komunitní služby a budovy.
Ve stejné době stále rostoucí počet obyvatel a vládních úředníků začal obhajovat inteligentnější přístup k územnímu plánování. Tyto chytré růstové praktiky zahrnují kompaktní komunitní rozvoj, více dopravních možností, smíšené využití půdy a postupy, které chrání zelené plochy. Tyto programy nabízejí kvality environmentální, ekonomické a výhody kvality života a také slouží ke snížení spotřeby energie a emisí skleníkových plynů.
Přístupy jako jsou nový urbanismus a na dopravu orientovaný vývoj usilují o snížení ujeté vzdálenost zejména soukromými vozidly, podporují veřejnou dopravu a vytvářejí atraktivnější možnosti pro pěší a cyklisty. Toho je dosaženo prostřednictvím „střední hustoty“ plánování smíšeného využití a koncentrace bydlení v docházkové vzdálenosti od středů měst a od dopravních uzlů.
Chytřejší růstové politiky využívání půdy mají přímý i nepřímý vliv na energeticky náročné chování. Například použití energie v dopravě, číslo jedna užívání paliv z ropy, by mohlo být významně sníženo více kompaktním a smíšeným využitím vzorů územního rozvoje, které by mohly být obsluhovány nejrůznějšími neautomobilovými způsoby dopravy.

### Geoinženýrství

#### Odstraňování oxidu uhličitého
Odstraňování oxidu uhličitého je navrženo jako metoda snižování množství radiačního působení. Zkoumají se různé prostředky umělého zachycování a ukládání uhlíku, stejně jako zlepšení přírodních sekvestračních procesů. Hlavní přirozený proces je fotosyntéza u rostlin a u jednobuněčných organismů (viz biosequestration). Umělé procesy se liší a obavy se týkají dlouhodobých účinků některé z těchto procesů.
Je pozoruhodné, že díky dostupné levné energii a díky vhodným lokalitám pro geologické ukládání uhlíku může být zachytávání oxid uhličitý komerčně životaschopné. To nicméně obecně předpokládá, že zachytávání oxidu uhličitého ze vzduchu může být neekonomické ve srovnání s zachycování a ukládání uhlíku z hlavních zdrojů - zejména z elektráren na fosilní paliva, rafinérií atd. V takových případech náklady na vyrobené energie výrazně porostou. Nicméně zachycené CO2 je možné použít k vytlačování více ropy z ropných polí a Statoil a Shell to plánují dělat. CO2 může být také použito v komerčních sklenících, což je příležitost pro nastartování technologií. Byly provedeny některé pokusy používat řasy pro zachycení emisí v komínech, zejména firma GreenFuel Technologies Corporation, která již ukončila svoji činnost.

#### Ovlivňování sluneční záření
Hlavním cílem ovlivňování slunečního záření je snaha odrážet sluneční světlo a tím snížit globální oteplování. Schopnost stratosférických síranových aerosolů vytvořit efekt globálního stmívání z nich učinilo možného kandidáta pro použití v geoinženýrských projektech.

### Sociální (společenská) kontrola
Další metoda zkoumá, kdyby se uhlík stal novou měnou zavedením obchodovatelných „osobních uhlíkových účtů“. Záměrem je, že bude podporovat a motivovat jednotlivce, aby snížili svoji „uhlíkovou stopu“ svým životním způsobem. Každý občan obdrží zdarma roční příděl uhlíku, který lze použít na cestování, nákup jídla či na chod svého podnikání. Bylo navrženo, že pomocí tohoto konceptu by se mohly ve skutečnosti vyřešit dva problémy: znečištění a chudoba. Starobní důchodci na tom ve skutečnosti budou lépe, protože létají méně často, takže mohou zpeněžit svůj příděl, např. na konci roku zaplatit účet za vytápění.

#### Populace

Hustota obyvatelstva podle zemí

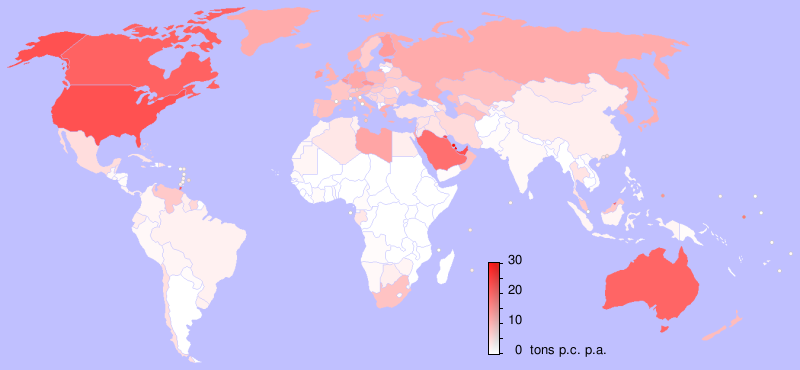
Emise oxidu uhličitého na obyvatele v tunách za rok (rok 2000).

Různé organizace podporují kontrolu populační politiky jako prostředek pro zmírnění globálního oteplování. Navrhovaná opatření zahrnují zlepšení přístupu k plánování rodiny a reprodukční zdravotní péči a k informacím, snížení porodnostní politiky, vzdělávání veřejnosti o důsledcích pokračujícího růstu počtu obyvatel a zlepšení přístupu žen ke vzdělání a ekonomickým příležitostem.
Úsilí o kontrolu populace poněkud brání tabu v některých zemích proti zvažování takového úsilí. Také různá náboženství odrazují nebo dokonce zakazují některé nebo všechny formy antikoncepce.
Velikost populace má rozdíl vliv jednoho obyvatele na globální oteplování v různých zemích, neboť produkce jednoho obyvatele antropogenních emisí skleníkových plynů se značně liší podle jednotlivých zemí. Průměrné emise na obyvatele vzrostly z 3,1 tun v roce 1960 na 4,5 tun v roce 2014 (dříve byly menší o 38 %).

Graf vpravo ukazuje scénáře k naplnění cílů Rámcové úmluvy OSN o změně klimatu - oteplení max. o 2 °C - označené "globální technologie", "decentralizované řešení" a "změna spotřeby". Každý scénář ukazuje, jak by různé opatření (např. zlepšení energetické účinnosti, zvýšené využívání energie z obnovitelných zdrojů) mohlo přispět ke snížení emisí

## Náklady a přínosy

### Náklady
Sternova zpráva navrhuje stabilizovat koncentrace skleníkových plynů v atmosféře na úrovni maximálně 550 ppm CO2 ekv. do roku 2050. Zpráva odhaduje, že by to vyžadovalo snížení celkových emisí skleníkových plynů o tří čtvrtiny k úrovni roku 2007. Zpráva dále odhaduje, že náklady na tyto škrty by byly v rozmezí -1,0 až 3,5 % světového HDP, s průměrným odhadem asi 1 %. Stern od té doby upravil svůj odhad na 2 % světového HDP. Pro porovnání, hrubý světový produkt na paritu kupní síly byl odhadnut na 74,5 bilionů dolarů v roce 2010, tedy 2 % jsou přibližně 1,5 bilionů dolarů. Zpráva zdůrazňuje, že tyto náklady jsou závislé na stabilním snižování nákladů nízkouhlíkových technologií. Náklady na zmírnění škod se budou také lišit v závislosti na tom, jak a kdy se budou emise snižovat: pokud dříve, tak dobře plánovaná jednání minimalizují náklady.
Jedním ze způsobů odhadů nákladů na snižování emisí je, že se uvažují pravděpodobné náklady potenciálních technologických a výstupních změn. Političtí činitelé mohou porovnávat mezní náklady na snižování emisí různými metodami hodnocení nákladů a množství možného snižování emisí v průběhu času. Mezní náklady na snížení emisí různými opatřeními se budou lišit podle jednotlivých zemí, podle odvětví a v průběhu času.

### Výhody
Yohe et al. (2007) hodnotili literaturu o udržitelnosti a klimatických změnách. S vysokou mírou jistoty tvrdí, že až do roku 2050 snaha omezit emise (skleníkových plynů) na 550 ppm by výrazně pomohla rozvojovým zemím. Může jim ale také uškodit, především v ohledu na potravinovou bezpečnost.

## Nevládní přístupy
Zatímco mnoho navržených metod ke zmírnění globálního oteplování vyžadují vládní finanční, právní a regulační opatření, jednotlivci a podniky mohou také hrát roli v úsilí o zmírnění dopadů změn klimatu.

#### Evropská unie
- Evropské unie Evropský program pro změnu klimatu
- Nová energetická politika EU
- Schéma Evropské unie obchodování s emisemi skleníkových plynů (EU ETS)
- Strategie Společenství na snižování emisí CO2 z lehkých vozidel .
- Sternova zpráva o ekonomických aspektech změny klimatu - v části III a IV se Sternova zpráva věnuje zmírňování změny klimatu (anglicky)
- Shrnutí Sternovy zprávy v češtině

#### Česká republika
- Národní program na zmírnění dopadů změny klimatu v ČR